# World Aids Day-galan
World Aids Day-galan var ett årligt evenemang för att uppmärksamma hiv och aids i Sverige och grundades 2007. Galan gjorde uppehåll 2008 och 2009 för att sedan årligen gå av stapeln runt den av FN instiftade World Aids Dagen 1/12. 
2015 bytte galan namn och återföddes som Love 4 Life-galan för att kunna arbeta mer aktivt under hela året med olika projekt som stödjer stiftelsen. 
Hederspris har delats ut sedan 2012 av stiftelsen World Aids Day-galan till en person som har gjort stora insatser för kampen mot hiv och aids i Sverige.
Hederspristagare:
- 2012: Alexandra Charles
- 2013: Prinsessan Christina Magnusson
- 2014: Ulla-Britt Persson, präst i svenska kyrkan.

## Historia
World Aids Day-galan drivs sedan 2012 av stiftelsen World Aids Day Galan . World Aids Day-galan drevs tidigare av grundaren Peter Englund som ett privat och ideellt initiativ.
- 2007 hölls den första World Aids Day-galan med Alcazar, Shirley Clamp, Moulin Noir, Fredrik Kempe, Carina Lidbom, WAD-girls, Pay-tv, Originalensemblen från musikalen RENT på Göta Lejon i Stockholm och Diamond Dogs. Galan hölls i Cirkus Cirkörs lokaler på Subtopia i Norsborg.

- 2010 flyttade galan till Kolingsborg vid Slussen i Stockholm och på scenen stod Alcazar, Lili & Susie, Velvet, Lill-Marit Bugge, Cecilia Ehrling, Björn Törnblom, Babben Larsson, Sean-Magnus, Diamond Dogs, WAD-girls, Neo, Pay-tv och originalensemblen från musikalen RENT på Göta Lejon i Stockholm.

- 2011 andra året på Kolingsborg och på scenen fanns Claes Månsson, Annikafiore, Linda Sundblad, Babsan, Babben Larsson, Diamond Dogs, Nina Söderqvist, Jan Kyhle, Atlas, Lill-Marit Bugge, Straight up, Björn Törnblom, Susan Lanefelt, Tony Irwing, Cecilia Ehrling, WAD-girls, Trevor Lewis, Anine, Therese Andersson och poliskören i Stockholm.

- 2012 gick galan återigen av stapeln på Kolingsborg och på scenen stod Hanna Lindblad, Babben Larsson, Andreas Lundstedt, Albin Flinkas, Nanne Grönvall, John Houdi, Three D, Lili & Susie med kören från Körslaget på TV4, WAD-girls, Diamond Dogs, Shirley Clamp, Sara Varga och ensemblen från musikalen La Cage Aux Folles på Oscarsteatern.

- 2013 flyttade galan till Börsen (Hamburger Börs) där artister som Lill Lindfors, Maria Montazami, Alcazar, Babben Larsson, Rikard Wolff, Anne-Lie Rydé, Lili & Susie, Erik Linder, Diamond Dogs och vinnaren av lilla Melodifestivalen Elias Elffors Elfström och ensemblen från musikalen Priscilla på Göta Lejon med Pernilla Wahlgren i spetsen står på scenen. Även originalensemblen från musikalen RENT var med detta år.

- 2014 Den sjätte galan ägde rum på Rival vid Mariatorget i Stockholm. På scenen stod Carola Häggkvist, Peter Jöback, Shirley Clamp, Three D, Erik Linder, Timoteij, Diamond Dogs, Diamond Dogz och Ann-Louise Hanson. Sofia Wistam var konferencier.
- 2015 World Aids Day Galan bytte namn och återföddes som Love 4 Life-galan.

WAD-låt till förmån för stiftelsen
2013: Dom som försvann. Artist: Diamond Dogs. Musik: Peter Bengtsson, Susie Päivärinta. Text: Peter Englund
2014: Din vinge. Artist: Shirley Clamp. Musik: Erik Linder. Text: Peter Englund
Förmånstagare
2007: Posithiva gruppen
2010: Hiv-skolan
2011: Hiv-skolan
2012: Hiv-skolan
2013: RFSL och RFSU
2014: Noaks Ark 